# 8. Sinfonie (Vaughan Williams)

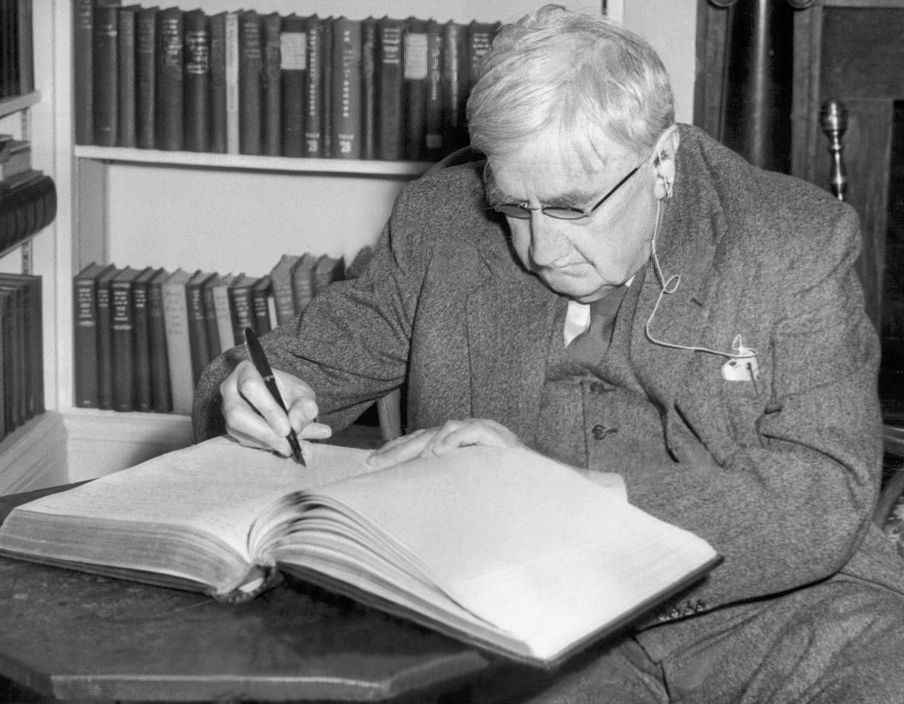
Ralph Vaughan Williams im Jahr 1954

Die 8. Sinfonie des englischen Komponisten Ralph Vaughan Williams (1872–1958) wurde 1956 in Manchester unter Sir John Barbirolli uraufgeführt.

## Entstehung und Uraufführung
1953, im Uraufführungsjahr seiner 7. Sinfonie (Sinfonia Antartica), begann Ralph Vaughan Williams mit der Komposition seiner 8. Sinfonie d-Moll, die er 1955 abschloss. 1956 wurde sie revidiert. Das Werk ist dem Uraufführungsdirigenten Sir John Barbirolli gewidmet, der es am 2. Mai 1956 mit dem Hallé-Orchester in Manchester aus der Taufe hob.
Die Uraufführung der 8. Sinfonie geriet zu einem Publikumserfolg (das originelle Scherzo verleitete das Auditorium gar zu Gelächter) und das Werk des 83-jährigen Komponisten wurde auch von der Kritik überwiegend positiv beurteilt, lediglich das effektreich instrumentierte Finale fand keine ungeteilte Zustimmung.

## Besetzung, Spieldauer und Charakterisierung
Die Partitur sieht folgende Besetzung vor: 2 Flöten (2. auch Piccoloflöte), 2 Oboen, 2 Klarinetten, 2 Fagotte, 2 Hörner, 2 Trompeten, 3 Posaunen, Pauken, Schlagwerk (Vibraphon, Triangel, Glockenspiel, Kleine Trommel, Große Trommel, Becken, Röhrenglocken, 3 gestimmte Gongs (ad libitum), Xylophon), Celesta, 2 Harfen (2. ad libitum) und Streicher.
Die Spieldauer der Sinfonie liegt bei etwa 28 Minuten.
Die vier Sätze sind wie folgt bezeichnet:
1. Fantasia (Variazioni senza Tema)
2. Scherzo alla Marcia
3. Cavatina
4. Toccata

1. Satz
Den 1. Satz charakterisierte der Komponist selbst als seven variations in search of a theme („sieben Variationen auf der Suche nach einem Thema“). Er lässt Elemente der Sonatenform erkennen und basiert auf der Transformation dreier eng verwandter Motive, von denen das erste – zwei aufsteigende Quarten in der Trompete, beantwortet vom Vibraphon – die größte Rolle spielt.
2. Satz
Das humoristische Scherzo mit fugenartiger Entwicklung und pastoralem Trio-Einschub im 6/8-Takt ist lediglich für Blasinstrumente gesetzt und basiert thematisch auf dem ersten Motiv des ersten Satzes.
3. Satz
Demgegenüber spielen im langsamen 3. Satz (in e-Moll), den eine ausdrucksvolle Melodie im Cello eröffnet, nur die Streicher. Eine Passage mit pentatonisch angelegten Figurationen der Solovioline erinnert an die rund 40 Jahre früher entstandene Komposition The Lark Ascending.
4. Satz
Der Schlusssatz ist ein modifiziertes Rondo und zieht reichhaltiges Schlagwerk hinzu, das allein fünf Spieler erfordert, um – nach Aussage des Komponisten – all the ‘phones and ‘spiels known to the composer („alle dem Komponisten bekannten -phone und -spiele“) zu handhaben. Der vorwiegend freudig gestimmte, farbenreiche Satz wird zu einer triumphalen Coda geführt. Die drei gestimmten Gongs fügte Vaughan Williams erst nachträglich unter Eindruck des Besuchs einer Aufführung von Puccinis Turandot hinzu.